# Abraum-Kohle-Verhältnis
Das Abraum-Kohle-Verhältnis, auch Abraum-zu-Kohle-Verhältnis, Abraum/Kohle-Verhältnis (A:K-Verhältnis) ist ein Begriff aus dem Bergbau, er wird im Bereich des Tagebaus von Kohle eingesetzt. Es beschreibt das Verhältnis „Abraum zu Kohle“, gibt also an, wie viele Teile Abraum (m³), also Deckgebirge und Zwischenmittel wie beispielsweise Sand, Kies oder Löß über und zwischen den abzubauenden Kohleflözen beiseite geräumt werden müssen, um ein Teil Kohle (t) zu gewinnen. Bis zu einem A:K-Verhältnis von 10:1 gilt Braunkohle als wirtschaftlich gewinnbar.